# Transindex
Transindex a fost un ziar electronic în limba maghiară din România. 